# الاتفاقية الخاصة بمكافحة التمييز في مجال التعليم
الاتفاقية الخاصة بمكافحة التمييز في مجال التعليم هي معاهدة متعددة الأطراف اعتمدتها اليونسكو في 14 ديسمبر 1960 في باريس تهدف إلى مكافحة التمييز في مجال التعليم. كما تضمن الاتفاقية حرية اختيار التعليم الديني والمدارس الخاصة والحق في استخدام أو تعليم لغاتهم الخاصة للأقليات القومية. كما يحظر أي تحفظ. دخلت الاتفاقية حيز التنفيذ في عام 1962. هناك بروتوكول إضافي أنشأ لجنة التوفيق والمساعي الحميدة التي اعتمدت في عام 1962 ودخلت حيز التنفيذ في عام 1968. اعتبارا من عام 2013 فقد صدق على الاتفاقية 101 دولة عدا الصين بسبب ماكاو وصدق على البروتوكول 34 دولة عدا فيتنام.
يشار إلى هذه الاتفاقية أيضا في ديباجة اتفاقية الأمم المتحدة لحماية حقوق جميع العمال المهاجرين وأفراد أسرهم.